# Конкретна категорія
Конкретна категорія в математиці — категорія, забезпечена строгим функтором у категорію множин. Завдяки цьому функтору можна оперувати з об'єктами такої категорії в спосіб, подібний до роботи з множинами з додатковою структурою, а морфізми подавати як функції, що зберігають додаткову структуру. Багато категорій мають очевидну інтерпретацію конкретних категорій, наприклад, категорія груп, категорія топологічних просторів і власне категорія множин. З іншого боку, існують категорії, що не конкретизуються; наприклад, категорія гомотопій топологічних просторів неконкретизовна, тобто не допускає строгого функтора в категорію множин.

## Визначення
Конкретна категорія — це пара {\displaystyle (C,U)}, така що:
- {\displaystyle C} є категорією,
- {\displaystyle U} — строгий функтор {\displaystyle C\rightarrow } Set (категорія множин).

Функтор {\displaystyle U} є забутливим функтором, який зіставляє об'єкту категорії його «множину-носій».
Категорія {\displaystyle C} конкретизовна, якщо існує строгий функтор з неї категорію множин. Зокрема, всі малі категорії конкретизовні: функтор {\displaystyle U} можна визначити як функтор, що відправляє об'єкт {\displaystyle b} категорії {\displaystyle C} у множину всіх стрілок {\displaystyle f:a\rightarrow b} (для всіляких об'єктів {\displaystyle a}), а морфізм {\displaystyle g:b\rightarrow c} категорії {\displaystyle C} — морфізм {\displaystyle U(g):U(b)\rightarrow U(c)}, який зіставляє стрілці {\displaystyle f:a\rightarrow b} композицію {\displaystyle gf:a\rightarrow c}.

## Інтуїція
Всупереч інтуїції, «конкретність» — це не властивість, яку категорія може мати або не мати, а додаткова структура, якою її можна забезпечити, крім того, категорія може допускати кілька строгих функторів у Set. Проте на практиці цей функтор зазвичай очевидний.
Вимога строгості {\displaystyle U} означає, що він відображає різні морфізми з фіксованим образом і прообразом у різні функції на множинах. Однак він може «склеювати» різні об'єкти категорії, і, якщо це станеться, він відображатиме різні морфізми в одну функцію.
Наприклад, якщо {\displaystyle S} and {\displaystyle T} — дві різні топології на одній множині {\displaystyle X}, то {\displaystyle (X,S)} і {\displaystyle (X,T)} — різні об'єкти категорії Top топологічних просторів і неперервних відображень, але вони відображаються в одну й ту саму множину {\displaystyle X} під дією функтора Top {\displaystyle \rightarrow } Set. Більш того, тотожні морфізми {\displaystyle (X,S)\rightarrow (X,S)} і {\displaystyle (X,T)\rightarrow (X,T)} розуміють як різні морфізми в Top, однак їм відповідає та сама функція, а саме тотожна функція на {\displaystyle X}.

## Неконкретизовні категорії
Категорію називають неконкретизовною, якщо немає сьрогого функтора з неї в категорію множин.
Наприклад, категорія hTop, об'єкти якої — топологічні простори, а морфізми — класи гомотопних функцій, неконкретизовна. Хоча об'єкти цієї категорії можна подати як множини, проте морфізми в ній — це не функції, а, швидше, класи функцій. Відсутність строгого функтора з hTop у Set довів 1970 року Пітер Фрайд. Раніше було показано, що категорія всіх малих категорій та натуральних перетворень неконкретизовна.